# Inspección Óptica Automatizada
Inspección Óptica Automatizada (IOA) es una revisión visual realizada de forma automática de un amplio rango de productos, como un circuito impreso, LCDs, transistores, partes automotores, y etiquetas en empaques de productos o productos agriculturales (semillas de maíz o frutas). En el caso de la inspección del PCB, una cámara automática escanea el dispositivo bajo prueba de ciertos defectos como rayones, manchas, circuitos abiertos, corto circuitos, adelgazamiento de la soldadura, partes faltantes , componentes incorrectos y componentes mal colocados. La inspección en la agricultura puede checar variaciones en el color, quizá para fruta echada a perder. El IOA es un tipo de pruebas de caja blanca. Es típicamente usado en los procesos de manufactura dado que es un tipo de prueba sin contacto. IOA es capaz de realizar la mayoría de los chequeos visuales antes hechos por operadores manuales, más rápida y eficazmente. Los sistemas AOI son implementados en varias partes del proceso de manufactura. Es usado para la inspección de partes que tienen limitadas y conocidas variaciones. Para la detección de errores, los sistemas AOI buscan las diferencias en contra de una parte perfecta.
Hay sistemas capaces de la inspección de placa no populada, inspección de pasta para soldar (IPS), y también de la inspección de colocación de los componentes previa al reflujo, las condiciones de los componentes posteriores al reflujo y post-soldadura por refusión. Estos dispositivos de inspección tienen atributos comunes que afectan sus capacidades, precisión y fiabilidad. 
De esta manera IOA puede ser usada para detectar problemas tempranos en el proceso de producción. Desde que las faltas cuesta más repararlas en el proceso de producción, es esencial detectar tempranamente los problemas. Por ejemplo, problemas en la soldadura y el área de ensamblaje de un PCB puede ser fácilmente vista en el proceso de producción y la información será usada como una rápida respuesta a los sectores previos, evadiendo la producción de muchas placas con el mismo problema.
Bajos costos y esfuerzos de programación hacen las IOA una práctica y poderosa herramienta de calidad para el prototipaje y ensamblado de alto volumen.
Está constantemente a la par con las pruebas provistas por el escaneo de fronteras, prueba en circuito, prueba de rayos-x, y prueba de funcionalidad.
En muchos casos, los diseños de placas de circuitos pequeñas han incrementado las demandas de IOA contra la prueba en circuito.

## Proceso
Una máquina de visión o un sistema IOA puede adquirir millones de puntos de datos (pixeles) en una fracción de segundo. Estos puntos de datos son usados para una inspección visual y medición de precisión.
La IOA usualmente escanea visualmente la superficie del PCB. La placa es prendida por varias fuentes de luces y observada por un escáner o por un grupo de cámaras de alta definición.
Esto habilita el monitoreo total de la placa, incluso aquellos escondidos en una dirección por otros componentes. Se debe destacar que cada manufacturero de sistemas IOA utiliza una inspección de algoritmos diferentes y técnicas de iluminación, cada uno de estos sistemas puede tener variaciones en fuerzas y debilidades dependiendo del artículo/producto que se está inspeccionando.

## Fuente de luz
La iluminación preprocesa la imagen para ampliar las cualidades que se necesita inspeccionar y suprime el sonido. Avances en la iluminación han mejorado la capacidad de los sistemas de visión, en parte reduciendo la computación requerida por la visión computarizada. En esencia, esto significa que la combinación de iluminación idealmente mejorará la calidad de la imagen para mejorar la eficiencia del proceso de decisiones del sistema IOA. La mayoría de los sistemas IOA tendrán combinaciones de iluminación predefinidas, dependiendo del modo de operación y el tipo de producto que se inspecciona, estas combinación no requerirán interacciones con el usuario y el sistema de softwares/algoritmos manipulará y elegirá la mejor imagen para el análisis. Sin embargo, un poco de personalización is usualmente requerida y con esto, estos sistemas proveerán interfaz para el usuario final.
El ingeniero de pruebas tiene la opción de elegir que fuente de luz usar para el iluminad: LED, lámpara fluorescente, o en ciertas industrias, otras fuentes de luces como la IR o UV. Esto depende del área a ser inspeccionada, la industria y otras variables. Algunos usuarios creen que la luz LED mide la altura de la soldadura post impresión con mayor precisión que las fuentes de luces fluorescentes. Tal precisión también hace a la luz LED una buena herramienta para inspección de juntas post soldadura por refusión. La luz fluorescente por otra parte es excelente para la inspección del posicionamiento de componentes pre-refusión pero es típicamente solo usada para inspección de localización. El problema con esto que dados los frecuentes cambios de luz, las lámparas fluorescentes se pueden degradar rápidamente. Por las razones pasadas, el alumbramiento LED se ha hecho muy popular entre las compañías de IOA en la industria PCB.
La toma del estándar de alumbramiento por luz LED ha mejorado los sistemas IOA porque son muy estables y fácilmente controladas en comparación del alumbramiento incandescente y fluorescente antiguamente usado. Sin embargo, los LEDs no son perfectos, dado que se ennegrecen con el tiempo, pero esto puede ser compensado incrementando la corriente al LED o al grupo de LEDs.
Otro método de iluminación proyecta un patrón de luz sobre un objeto, usualmente usando unláser con lentes de holografía o una fuente de luz blanca con una rejilla de proyección. La distorsión de este escáner de luz estructurada en un patrón, puede ser medida y procesada para recuperar la estructura 3D de un objeto. Los sistemas IOA que usan luz estructurada pueden por ejemplo, comparar objetos complejos como bloques de motores o PCBs con la forma designada por archivos CAD.  Estas técnicas en la industria PCB son referidas como triangulación por láser o corrimiento de fase profilométrica respectivamente. Las dos son técnicas válidas para la adquisición de información 3D sobre el PCB. 

La posición de las fuentes del luz y láser dentro de la máquina son importantes. Los ángulos de abordaje son calculados en la inspección de algoritmos proveyendo medidas de mayor precisión. Así mismo el ángulo de abordaje puede ser particularmente importante en ciertas aplicaciones dado que los objetos en los alrededores pueden interferir con el abordaje de la luz hacia el objetivo. Un ejemplo puede ser un componente alto en una PCB que bloquea el rango visual de un sistema de luz/cámara hacia el componente objetivo o el depósito de soldadura por ejemplo. 

### Capturando una imagen
Si un escáner es usado , se tiene que escanear la superficie del PCB desde arriba una sola vez. Si cámaras son usadas, se debe primero determinar el número de cámaras necesarias. Hay sistemas con una sola cámara que escanea el dispositivo desde arriba y sistemas con un par de cámaras de cada lado. Para poder escanear el dispositivo desde todos los puntos de vista, las cámaras se deben mover en las direcciones X e Y controladas por software. Para programar tal software, el ingeniero de pruebas debe tener los datos del CAD.
Después el tipo de cámaras debe ser elegido. Hay distintos tipos en uso hoy en día. Los tomadores de cuadros 2D son comunes. Tales dispositivos usan cámaras captura de movimiento que extraen un cuadro de un video en streaming y crean una imagen fija. Sin embargo, el sistema sacrifica calidad de imagen a cambio de valocidad y eficiencia. Un segundo tipo de sistema de cámara es la Cámara de Escaneo de Líneas de Imagen Fija. En este sistema , una cámara fija es puesta relativamente cerca del objetivo. Dado lo anterior, el sistema requiera un muy buen sistema de iluminación. Desafortunadamente, la imagen puede ser distorsionada por imperfecciones del subsistema como el movimiento del transportador. Esto hace que el obtener medidas precisas del posicionamiento sea difícil en comparación con otros tipos de sistemas. Un beneficio de la Cámara de Escaneo de Líneas de Imagen Fija es que la velocidad de adquisición de imágenes sea más rápida que un Charge-coupled device.
Otro tipo de sistema de cámaras es el 2D Charge-coupled device o CCD. El CCD es usado para aplicaciones de alto rango y aplicaciones especiales como las tecnologías militares y espaciales. Este sistema crea imágenes de alta precisión a color que son más precisas que otros sistemas.
Cada industria es diferente en como las señales de adquisición son transferidas a la cámara. Puede ser dirigida por hardware por medio de una señal mecánica como un sensor de proximidad, interrupción de un láser, posicionamiento por sistema codificador o software. Independientemente de la señal, el sistema IOA interpreta la señal que acciona el ensamblado de la visión (que puede ser una combinación de tomador de un solo cuadro y cámara o más avanzado como ya se discutió) del objeto que se encuentra en un lugar conocido y empieza con la adquisición de la imagen. La computadora de visión procede a accionar la cámara para simultáneamente adquirir imágenes del dispositivo.

### Programación
El sistema IOA toma tiempo en "aprender" el objeto que en la industria PCB es típicamente una placa de circuitos. Existen muchos métodos de aprendizaje pero los dos más comunes están basados en el matcheo de imágenes y en algoritmos. El matcheo de imágenes se da cuando una "placa dorada" es introducida al sistema y los atributos de cada componente, depósito de soldadura, etc. son introducidos en el sistema. Esto puede incluir pero no se limita a color, conteo de pixeles blancos, oscuros, puntos de transición y la posición relativa de los mismos. Los sistemas basados en imágenes requieres de unos cuantos ejemplos de producto para aprender todas las posibles variaciones. El otro método es la programación basada en algoritmos; aquí es donde el usuario puede aplicar algoritmos de reglas y medidas para la inspección. La programación basada en algoritmos típicamente requiere también de ejemplos de producto, pero usualmente menos que el basado en imágenes. Hay pros y contras para cada técnica, los cuales pueden incluir tiempo de ensamblaje, complejidad del sistema, tiempo para generar el programa, transportabilidad del programa y eficiencia de llamado.
Los sistemas AOI requieren ser capaces de añadir información aprendida adquirida de las técnicas de inspección antes mencionadas a su memoria. Tiene que poder "recordar" los diferentes componentes, su posición y también checar la calidad de las juntas soldadas. Tiene que poder reconocer y adaptarse a las diferencias en la presentación de la placa resultante derivado de variaciones de proceso normales, pero debe poder reconocer cualquiera que afecte su desempeño. Para lograr esto, es normal dar un número de placas buenas (placas doradas) al sistema antes de que la producción completa inicie para que el sistema pueda "aprender" la placa. Hoy en día las mejores máquinas IOA pueden ser ensambladas relativamente rápidamente y después pueden ser usadas para inspeccionar las placas. Esto puede ser logrado por programación fuera de línea. Esto reduce el tiempo de producción y el programador tiene tiempo de dar parámetros precisos sin interrumpir la línea de ensamblado. Estos sistemas también tienen bases de datos de componentes que guardan la información a ser introducida para que no tenga que serlo cada vez que una nueva placa es producida.
En el caso de partes automotores y su inspección como ejemplo, el sistema debería saber que cualidades medir. Para el arreglo de productos de agricultura , el color de frutas maduras debe ser conocido.

### Obtención de Datos
Para obtener los datos necesarios, se puede usar software 3D de imágenes o medidas con luz LED, los cuales son método comunes para medir parámetros de soldadura de juntas. Los sistemas típicos usan ambos métodos para obtener medidas precisas. Estos sistemas usan una fuente luz dirigida para medir la altura, el área y volumen. La computadora de visión y software de análisis de datos (imágenes) calculan el Control estadístico de procesos en tales áreas. Los resultados de la inspección son usados para detectar partes defectuosas.

Para reducir el computo requerido por la computadora de visión para que así las partes puedan ser rápidamente inspeccionadas, es buena idea usar algún tipo de restricción mecánica conocida. La parte es posicionada en un lugar conocido y la varianza en donde están y como se ven las partes se reduce.

Otros problemas de colección de datos son la integración del software de fábrica y la integración en la inspección de los resultados, por cuanto tiempo guardar los datos y que datos están disponibles. Cada sistema IOA va a variar en lo que ofrece y cada industria y cliente va a tener necesidades variables. Por ejemplo las industrias militares y aeroespaciales pueden tener la necesidad de guardar los datos por años o hasta el fin de vida esperado de un producto, mientras que la manufactura comercial de celulares puede requerir los datos por unas semanas o posiblemente solo por un día o cambio.

### Memoria del Sistema
La memoria del sistema también es importante. Sistemas actualizables que tienen capacidad de memoria extendible son deseables. Las bases de datos se expanden todos los días particularmente con el incremento en componentes libres de plomo, soldadura, placas y ensamblajes que rápidamente entran en la industria.

### Velocidad del sistema
La velocidad del sistema está influenciada en gran medida por el tamaño y complejidad de las placas a ser inspeccionadas y el nivel de la inspección. El control sobre el paso de la línea de producción puede ser influenciado por el sistema IOA. Dado que una inspección al 100% no es siempre necesaria, mucho tiempo puede ser ahorrado al manejar el nivel de inspección apropiado.

### Precisión del sistema
La precisión para encontrar defectos como componentes no encontrados, mal posicionados o incorrectamente valorados depende no solo de la capacidad de inspección del sistema sino también de la precisión del programa provisto por el usuario.
Precisión en la inspección se está convirtiendo cada vez más importante con los dispositivos más pequeños, especialmente en la industria PCB con dispositivos como las resistencias 0201 y 01005 y capacitores tan pequeños que el ojo humano no puede detectar su presencia o ausencia en un PCB.

## Tipos de máquinas IOA

### Sistemas IOA solos y en línea
Cuando se usa máquinas solas, el PCB debe ser insertado y después de la prueba, debe ser removido manualmente.
Los sistemas en línea forman parte de la línea de producción para que las PCBs sean movidas automáticamente.

### Sistemas IOA cerrados y abiertos
Dentro de las máquinas abiertas, la luz artificial es distraída por fuentes de luz diferentes de las usadas por el mismo sistema (i.e. luz solar).
Las máquinas cerradas eliminan cualquier contaminación lumínica dado que están cerrados de todos lados. De esta manera solo la luz artificial dentro de la máquina está disponible, lo cual lo hace mucho más eficiente.

### Sistemas IOA y Sistemas IOA/IRA mixtos
Los sistemas IOA de hoy en día tienen la capacidad de inspeccionar las juntas visibles de soldadura en capacitores, resistencias y otros componentes. Sin embargo, sin capacidades adicionales como la Inspección de Rayos X Automatizada (IRA) y ball grid array,  los componentes "J" leaded son limitados a revisión de polaridad, no encontrado y detección de localidad incorrecta. Dado lo anterior, los sistemas mixtos de IOA/IRA pueden proveer la mezcla necesaria para alto rendimiento y se están haciendo más y más populares.

## Inspección en tecnología de Montaje Superficial
La creciente demanda para el montaje superficial está reduciendo la necesidad de trabajo y reparación caros, mientras que incrementa el flujo de la revisión. Como los ensambladores de PCB apuntan a un régimen de cero tolerancia, la demanda equipo inspector de pasta pre-soldadura y pre-refusión que detecte fallas como una pobre soldadura en juntas y otros defectos pos-refusión, se espera que crezca significativamente.
Las mejoras tecnológicas en el equipamiento IOA han resultado en un mayor flujo, repetividad y fiabilidad , así como una creciente calidad y ganancias en producción para los ensambladores y productores de PCB.
Los IOAs para PCB pueden inspeccionar las siguientes características:
- Defectos de área
- Billboarding
- Offset del componentes
- Polaridad del componente
- Presencia/Ausencia del componente
- Mala posición
- Soldadura excesiva
- Componente volteado
- Defectos de altura
- Insuficiente pasta de soldar
- Insuficiente soldadura
- Leds levantados
- Pruebas de no población
- Registro de pasta
- Componentes severamente dañados
- Puentes de soldadura
- Tombstoning
- Defectos de volumen
- Parte incorrecta

## Inspección de solo PCB
IOA para solo la PCB puede detectar las siguientes características:
- Violaciones de ancho de línea
- Violación de espacio
- Cobre en exceso
- Pad no encontrado
- Corto circuitos
- Circuitos abiertos
- Agujeros

El accionamiento de un reporte de defectos puede ser basado en reglas (i.e. ninguna línea de la placa debe ser menor a 50μ) o basadas en CAD en los cuales
la placa es comparara localmente con el diseño deseado.
Esta inspección es mucho más fiable y repetible que la inspección visual manual.

## Tecnologías Relacionadas
Las siguientes son tecnologías relacionadas que también son usadas en la producción electrónica para probar la correcta operación de las PCB.
- IRA Inspección de Rayos X Automatizada
- JTAG JTAG
- ICT In-circuit test